# 乔白郎
乔白郎，又称白郎。北周稽胡（又称步落稽、山胡）首领。
乔白郎为稽胡帅。川路人。周武帝天和五年（570年），乘开府刘雄出绥州（治今陕西绥德县），巡检北边之机，乔白郎与同族乔素勿同等率部下渡河迎战，被刘雄所击破，事败。